# Przeplatka didyma
Przeplatka didyma (Melitaea didyma) – owad z rzędu motyli, z rodziny rusałkowatych (Nymphalidae).

## Rozmieszczenie geograficzne
Gatunek palearktyczny, zasięg jego występowania obejmuje obszary od gór Ałtaj przez Europę po Afrykę północną. W Europie zasiedla większość obszaru kontynentu najdalej na północ docierając do Estonii. Brak go na północy, między innymi na Wyspach Brytyjskich, w Danii, Szwecji, Norwegii, Finlandii oraz północnych terenach europejskiego terytorium Rosji. Nie występuje też na wielu wyspach w południowej części Europy, w tym na Krecie, Sardynii i Korsyce. Status gatunku w Mołdawii nieustalony.
Dawniej gatunek zasiedlał tereny nizinne w całym obszarze Polski z wyjątkiem Pomorza Zachodniego. Obecnie populacje przeplatki didymy zachowały się jedynie na wschodzie kraju.

## Wygląd

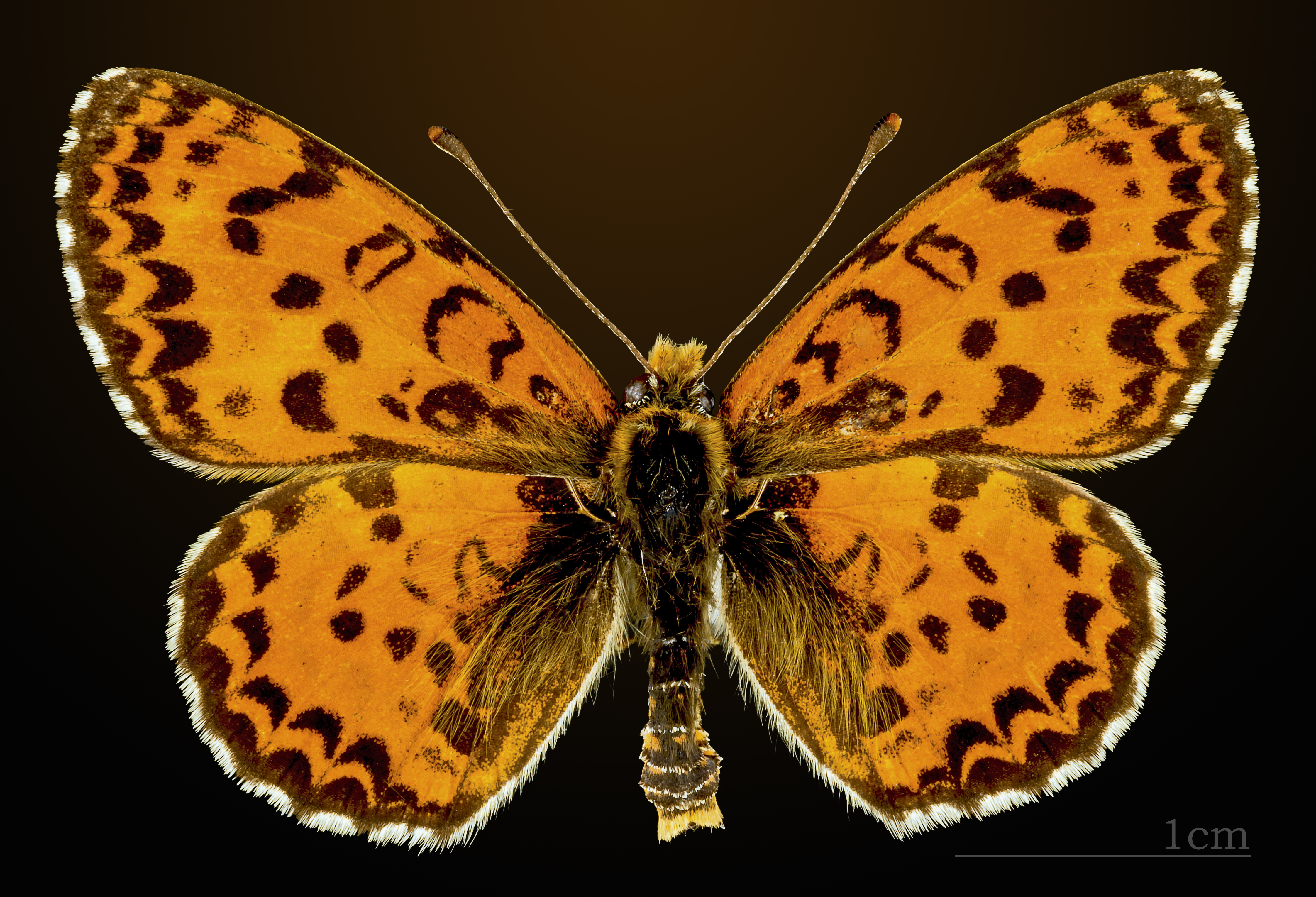
Przeplatka didyma ♂
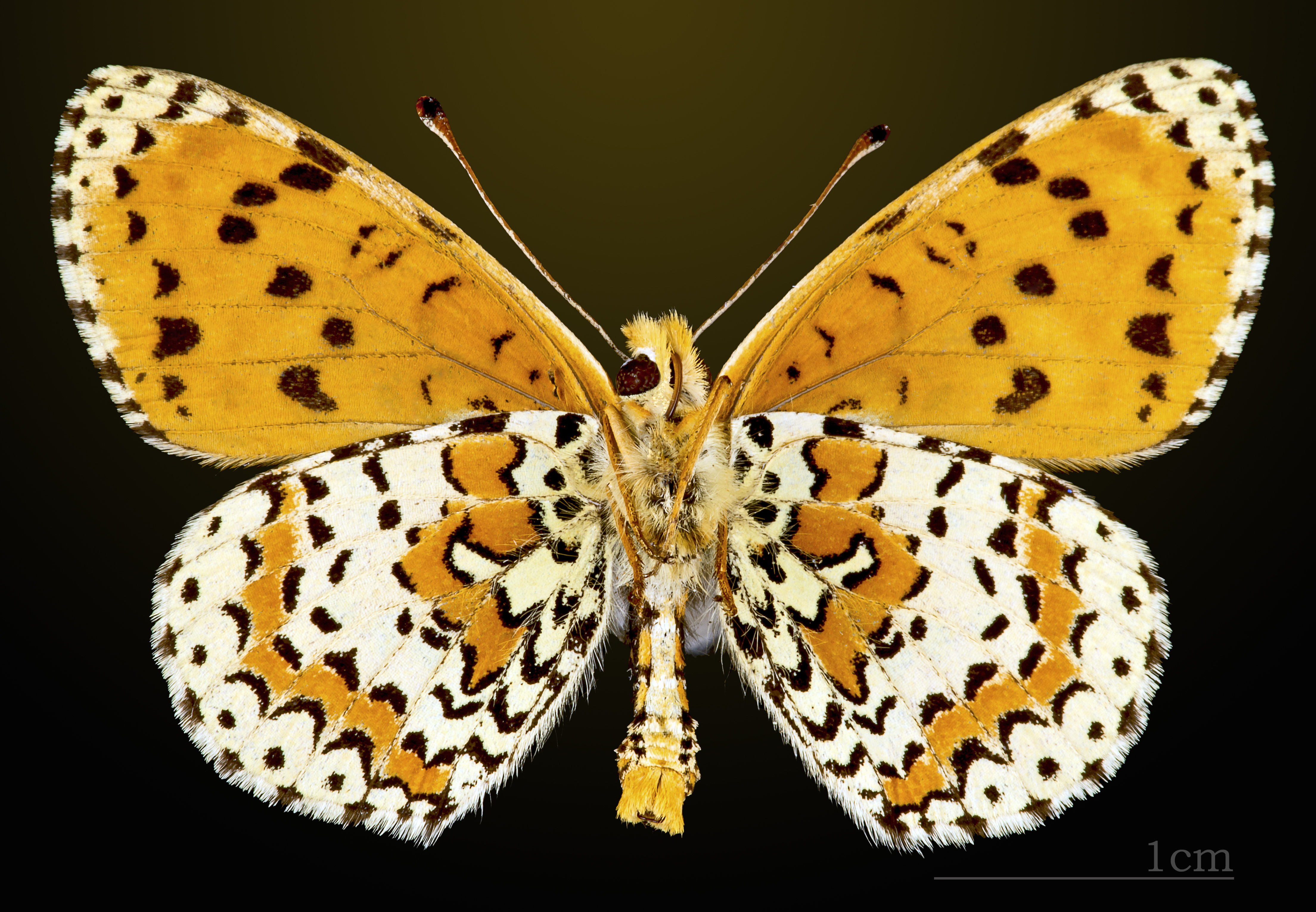
Przeplatka didyma ♂ △
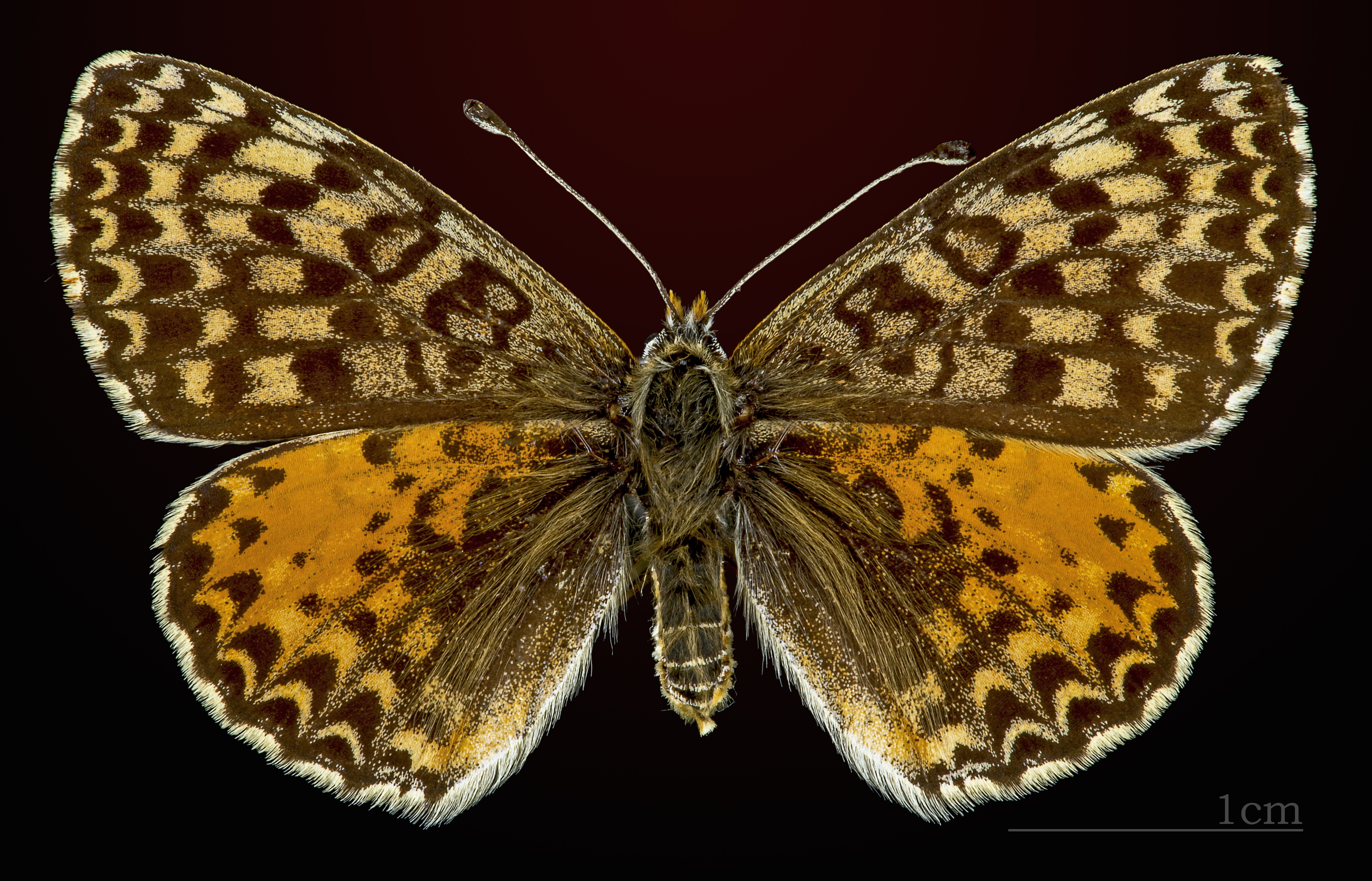
Przeplatka didyma ♀
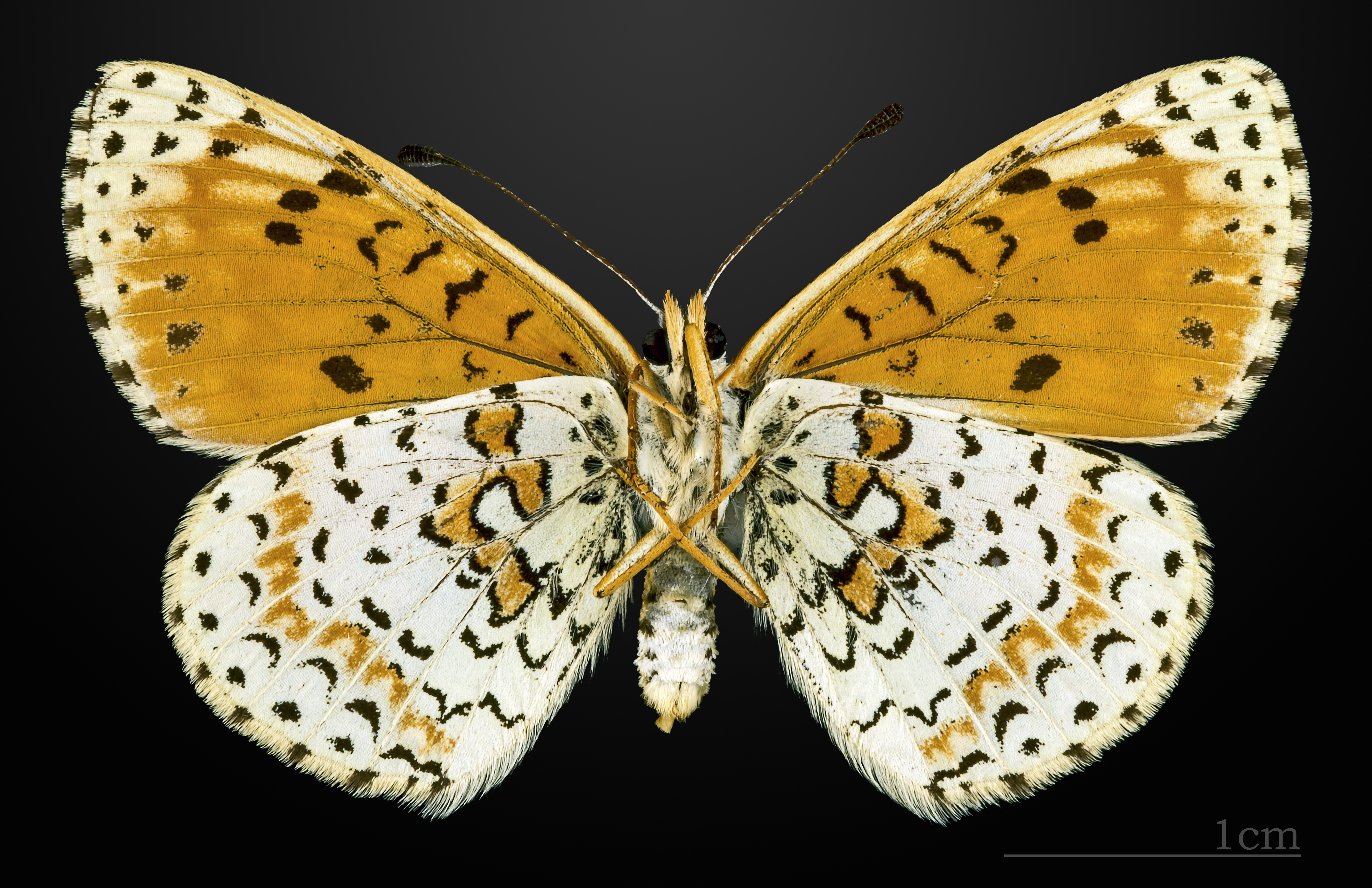
Przeplatka didyma ♀ △

### Podgatunki
- Melitaea didyma didyma (Esper 1778)
- Melitaea didyma ambra Higgins, 1941
- Melitaea didyma elavar Fruhstorfer, 1917
- Melitaea didyma kirgisica Bryk, 1940
- Melitaea didyma neera Fischer de Waldheim, 1840
- Melitaea didyma occidentalis Staudinger, 1861
- Melitaea didyma turkestanica Sheljuzhko, 1929

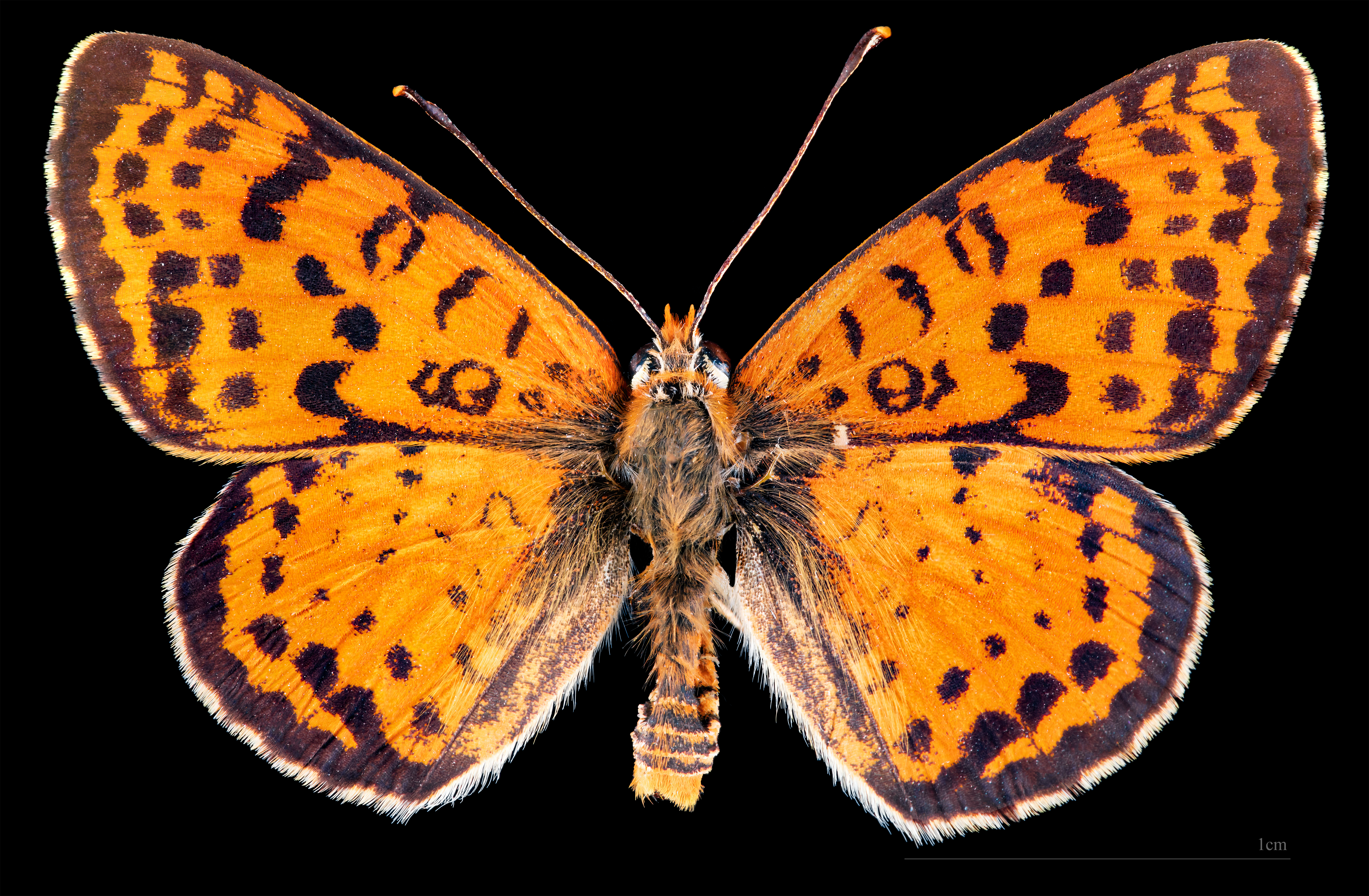
Melitaea didyma occidentalis ♂
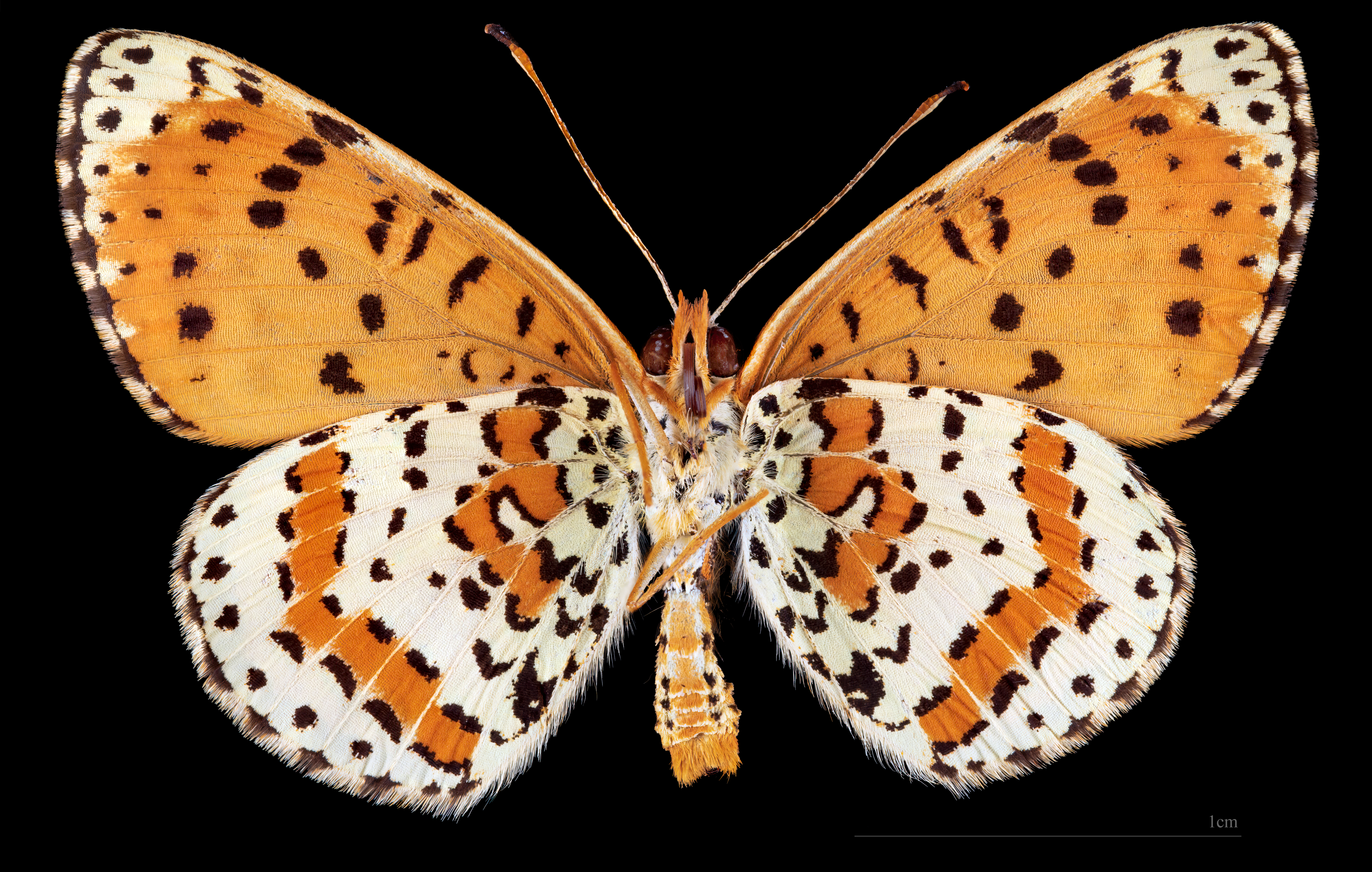
Melitaea didyma occidentalis ♂  △
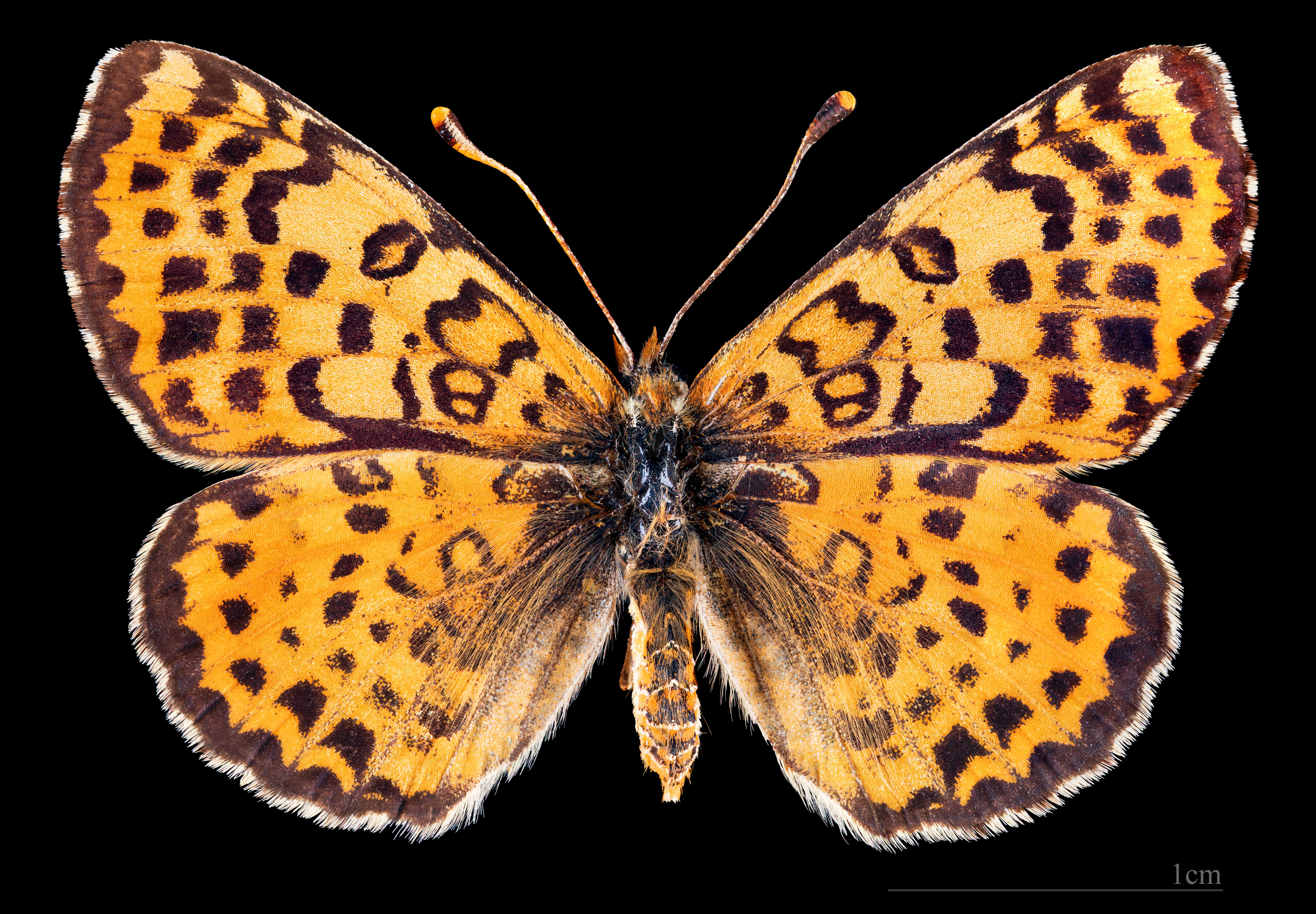
Melitaea didyma occidentalis ♀
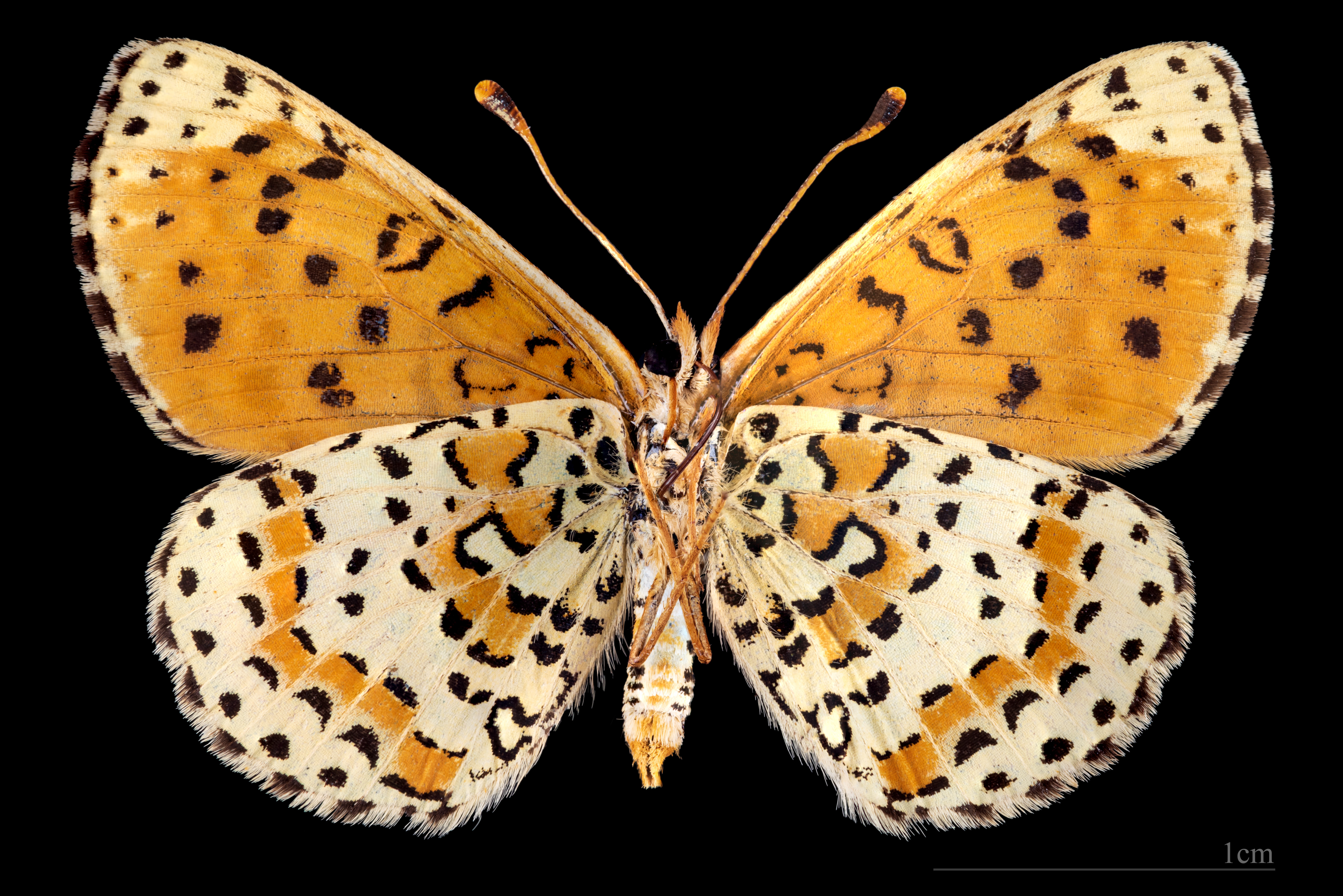
Melitaea didyma occidentalis ♀ △

## Ekologia i cykl rozwojowy
Przeplatka didyma zasiedla murawy kserotermiczne oraz inne suche ekosystemy, takie jak wrzosowiska, zręby i suchsze śródleśne polany. Dorosłe motyle latają od połowy czerwca do końca lipca chętnie odwiedzając kwiaty koloru fioletowego, w tym między innymi kwiaty chabra łąkowego, goździka kartuzka, świerzbnicy polnej i macierzanki piaskowej. 

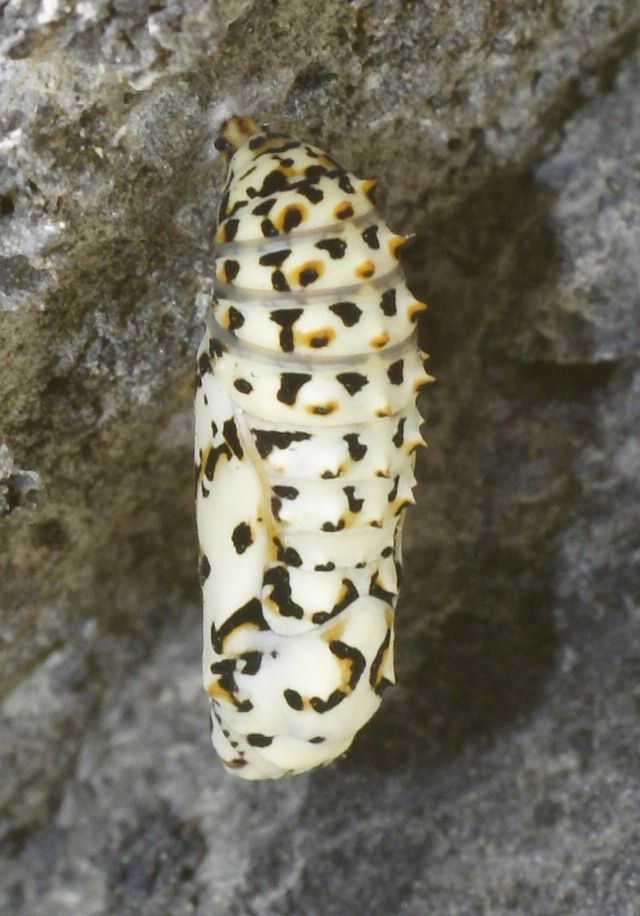
Poczwarka przeplatki didymy

Samice składają jaja w złożach liczących do kilkudziesięciu sztuk na spodniej powierzchni liści roślin pokarmowych gąsienic. Wykorzystywane są różne gatunki roślin zielnych (gatunek polifagiczny), w tym lnica pospolita, babka lancetowata, czyściec prosty, przetacznik ożankowy oraz gatunki z rodzaju dziewanna. Gąsienice początkowo żyją w licznych grupach budując wspólny oprzęd, potem zimują pojedynczo lub w niewielkich skupieniach. Starsze gąsienice po przezimowaniu żerują samotnie a następnie przepoczwarzają się na różnych przedmiotach w pobliżu rośliny żywicielskiej.

## Zagrożenia
Na Czerwonej liście zwierząt ginących i zagrożonych w Polsce gatunek ujęty jako  narażony na wyginięcie (kategoria VU). Na przestrzeni kilkudziesięciu lat doszło do zaniku wszystkich populacji w zachodniej Polsce, natomiast na wschodzie kraju znacznie zmniejszyła się liczba znanych stanowisk. Spadek krajowych zasobów przeplatki didymy w latach 1974-1999 oceniono na 50-75%. Przyczyny zanikania motyla w Polsce nie są obecnie znane, a opracowanie planu jego ochrony wymaga szczegółowych badań.